# Himno de la República Socialista Soviética Carelo-Finesa
El Himno de la República Socialista Soviética Carelo-Finesa (en finés: Karjalais-Suomalainen Sosialistinen Neuvostotasavalta Hymni; en ruso: Гимн Сове́тская Социалисти́ческая Респу́блика Каре́ло-Фи́нская, romanizado: Gimn Sovetskaja Sotsialisticheskaya Respúblika Karélo-Fínskaya), fue el himno de la RSS Carelo-Finesa, una república constituyente de la Unión Soviética que existió brevemente entre 1940 y 1956.

## Historia
En 1945, el gobierno de la RSS Carelo-Finesa celebró una competencia para la creación de un himno estatal. La pieza ganadora, compuesta por Karl Rautio y con letra de Armas Äikiä, fue adoptada a comienzos de la década de los 1950. Se mantuvo hasta el 16 de julio de 1956 cuando la república socialista fue absorbida por la RSFS de Rusia.
Este himno, junto a los himnos de la RSS de Estonia y la RSS de Georgia, fueron los únicos en no mencionar al pueblo ruso. Nunca se modificó para quitar la mención a Iósif Stalin.

## Letra

### Letra enfinésyruso
| En finés | Cirílico finés (no oficial) | Transcripción AFI de finés | En Carelia | En ruso | ruso latino (basado en finés) |
| Oma Karjalais-suomalaiskansamme maa, Vapaa Pohjolan Neuvostojen tasavalta. Kotimetsäimme kauneus öin kajastaa Revontultemme taivaalta leimuavalta. Kerto: Neuvostoliitto on voittamaton, Se kansamme suur-isänmaa ijät on. Sen Tienä on Kansojen Kunniantie, Se Karjalan Kansankin voittoihin vie. Isänmaa Kalevan, kotimaa runojen, Jota Leninin Stalinin lippu johtaa. Yli kansamme uutteran onnellisen Valo kansojen veljeystähdestä hohtaa. Kerto Kotimaamme loi uudeksi kansamme työ, Tätä maata me puollamme kuin isät ammoin. Sotasuksemme suihkavat kalpamme lyö. Asemahdilla suojaamme Neuvosto-Sammon. Kerto | Ома Карялайс-суомалайскансам маа, Вапаа Похьолан Нэувостоен тасавалта. Котимецӓйммэ каунэус ӧйн каястаа Рэвонтултэммэ тайваалта лэймуавалта. Кэрто: Нэувостолийтто он войттаматон, Сэ кансаммэ суур-исӓнмаа ия̈т он. Сэн Тенӓ он Кансоен Куннианте, Сэ Карялан Кансанкин войттойхин ве. Исӓнмаа Калэван, котимаа руноен, Йота Лэнинин Сталинин липпу йохтаа. Ӱли кансаммэ ууттэран оннэллисэн Вало кансоен вельеӱстӓхдэстӓ хохтаа. Кэрто Котимааммэ лой уудэкси кансамме тӱӧ, Тӓтӓ маата мэ пуолламмэ куйн исӓт аммойн. Сотасуксэммэ суйхкават калпаммэ лӱӧ, Асэмахдилла суояаммэ Нэувосто-Саммон. Кэрто | [o̞mɑ kɑrjɑlɑi̯s̠ s̠uo̞̯mɑlɑi̯s̠kɑns̠ɑmːe̞ mɑː ǀ] [ʋɑpɑː po̞h̝jo̞lɑn ne̞u̯ʋo̞s̠t̪o̞je̞n t̪ɑs̠ɑʋɑlt̪ɑ ǁ] [ko̞t̪ime̞t̪s̠æi̯mːe̞ kɑu̯ne̞u̯s̠ ø̞i̯n kɑjɑs̠t̪ɑː] [re̞ʋo̞nt̪ult̪e̞mːe̞ t̪ɑi̯ʋɑːlt̪ɑ le̞i̯muɑʋɑlt̪ɑ ǁ] [ke̞rt̪o̞] [ne̞u̯ʋo̞s̠t̪o̞liːt̪ːo̞ o̞n ʋo̞i̯t̪ːɑmɑt̪o̞n ǀ] [s̠e̞ kɑns̠ɑmːe̞ s̠uːr is̠ænmɑː ijæt̪ o̞n ǁ] [s̠e̞n t̪ie̞̯næ o̞n kɑns̠o̞je̞n kunːiɑnt̪ie̞̯ ǀ] [s̠e̞ kɑrjɑlɑn kɑns̠ɑnkin ʋo̞i̯t̪ːo̞i̯ɦin ʋie̞̯ ǁ] [is̠ænmɑː kɑle̞ʋɑn ko̞t̪imɑː runo̞je̞n ǀ] [jo̞t̪ɑ le̞ninin s̠t̪ɑlinin lipːu jo̞xt̪ɑː ǁ] [yli kɑns̠ɑmːe̞ uːt̪ːe̞rɑn o̞nːe̞lːis̠e̞n] [ʋɑlo̞ kɑns̠o̞je̞n ʋe̞lje̞y̯s̠t̪æh̝de̞s̠t̪æ h̝o̞xt̪ɑː ǁ] [ke̞rt̪o̞] [ko̞t̪imɑːmːe̞ lo̞i̯ uːde̞ks̠i kɑns̠ɑmːe̞ t̪yø̞̯ ǀ] [t̪æt̪æ mɑːt̪ɑ me̞ puo̞̯lːɑmːe̞ kui̯n is̠æt̪ ɑmːo̞i̯n ǁ] [s̠o̞t̪ɑs̠uks̠e̞mːe̞ s̠ui̯çkɑʋɑt̪ kɑlpɑmːe̞ lyø̞̯ ǀ] [ɑs̠e̞mɑxdilːɑ s̠uo̞̯jɑːmːe̞ ne̞u̯ʋo̞s̠t̪o̞ s̠ɑmːo̞n ǁ] [ke̞rt̪o̞] | Oma karjalas-suomelasrahvahan mua, Välly Pohjolan Nevvostoloin tazavaldu. Kodimeččien čomevus yöl kajostuakseh selgielöin rebointuliloin taivahalpäi Kertou: Nevvostoliitto on voittamatoi Se rahvahien suur-ižänmua ijät on. Sen tienny on rahvahien kunnivotie Se Karjalan rahvahangi voittoloih vie. Ižänmua Kalevalan, kodimua runoloin, Midä Leninin Stalinin flagu johtau. Piäliči rahvahan ruadain ozakkahan Valgo rahvahien vellestiähtespäi čilkettäy Kertou Kodimuan luaji uvvekse rahvahan ruado, Tädä muadu myö puolistammo gu tuatat ammui. Sodasukset sukatah miekat iškietäh. Azeväel suojuammo Nevvosto-Sammon. Kertou | Родная страна нашего Карело-Финского народа, Свободная Северная Советская республика. Наших родных лесов красота ночами отражается На нашем Северном сиянии, пылающем на небе. Припев: Советский Союз непобедим, Это великого предка нашего народа земля вечная. Путь его — путь чести народов, Он и народ Карелии приведет к победам. Отечество Калевы, родина рун, Которую Ленина-Сталина знамя ведет. Над нашим народом трудолюбивым счастливым свет народов братства звезды сияет. Припев Нашу родину вновь создал труд нашего народа, Эту страну мы защищаем как отцы в давние времена. Наши военные лыжи мчатся, наш меч разит Оружием мы отстоим Советское Сампо. Припев | Rodnaja strana naševo Karelo-Finskovo naroda, Svobodnaja Severnaja Sovetskaja respublika. Naših rodnyh lesov krasota nočami otažajetsä Na našem Severnom siänii, pylajušcem na nebe. Pripev: Sovetskij Sojuz nepobedim, Eto velikovo predka naševo naroda zemlä večnaja. Putj jevo — putj česti narodov, On i narod Karelii privedet k pobedam. Otečestvo Kalevy, rodina run, Kotoruju Lenina-Stalina znamä vedet. Nad našim narodom trudolübivym sčastlivym svet narodov bratstva svezdy siäjet. Pripev Našu rodinu vnovj sozdal trud naševo naroda, Etu stranu my zašcišcajem kak otcy v davnije vremena. Naši vojennyje lyži mčatsä, naš meč razit Oružijem my otstoim Sovetskoje Sampo. Pripev |

### Traducción al español
Nuestra tierra de los pueblos carelios,
¡La libre república norteña de los soviéticos!
La belleza de nuestros bosques de noche se refleja
Desde nuestros cielos ardientes de auroras boreales.
Coro:
La Unión Soviética es invencible.
Es la gran patria de nuestro pueblo para siempre.
Su camino es el camino glorioso del pueblo.
También lleva a la gente de Carelia a las victorias.
La patria de Kalevala, la tierra natal de las runas
Que ahora es liderada por la bandera de Lenin y Stalin.
La luz de la estrella de la hermandad del pueblo brilla
Sobre nuestra gente feliz y trabajadora.
Coro
El trabajo de nuestra gente revivió nuestra patria,
Defendemos esta tierra como nuestros antepasados en el pasado.
Nuestros cielos susurran, nuestras espadas golpean.
Con fuerza militar, protegemos al Sampo soviético.
Coro